# Capnura manitoba
Capnura manitoba är en bäcksländeart som först beskrevs av Peter Walter Claassen 1924.  Capnura manitoba ingår i släktet Capnura och familjen småbäcksländor. Inga underarter finns listade i Catalogue of Life.